# Die Prophezeiungen von Celestine (Roman)
Die Prophezeiungen von Celestine ist ein 1993 veröffentlichter Roman von James Redfield. Das Buch handelt davon, dass seit nunmehr einem halben Jahrhundert allmählich ein neues Bewusstsein in unserer Welt eintritt, welches sich nur mit den Worten transzendental und spirituell bezeichnen lässt. 
Bis Mai 2005 wurden weltweit über 20 Millionen Exemplare verkauft. Die ersten 10.000 verkaufte der Autor aus dem Kofferraum seines Autos, bis der Verlag Time Warner das Buch annahm. Das Buch wurde in 34 Sprachen übersetzt. Der gleichnamige Film, basierend auf dem Buch, wurde 2006 veröffentlicht.

## Entstehung
Redfield begann 1989, sein erstes Buch zu schreiben. Doch die Publikationszeit von zwei Jahren, welche eine Veröffentlichung durch einen etablierten Verlag verlangt, erschien ihm zu lang.
1993 veröffentlichte er Die Prophezeiungen von Celestine deshalb als Taschenbuch in Eigenproduktion und verteilte es an ausgesuchte, alternative Buchhandlungen. Größtenteils durch Mundpropaganda wurde es zu einem Erfolg und immer mehr Nachbestellungen gingen bei James Redfield und seiner Frau Salle Merrill Redfield ein.
1994 sicherte sich Warner Books die Rechte, Die Prophezeiungen von Celestine als gebundenes Buch zu veröffentlichen.

## Inhalt
Der Übergang ins neue Bewusstsein wird im Roman, wie auch in vielen darauffolgend entstandenen Internetseiten, durch 9 "Erkenntnisse" wie folgt angegeben: 

### 1. Erkenntnis – Eine kritische Masse
Durch das Überschreiten der kritischen Anzahl von Individuen, die ihren Lebensweg als Entfaltung eines spirituellen Prozesses begreifen, wird das Erwachen eines neuen spirituellen Bewusstseins herbeigeführt – wir brechen auf zu einer Reise, auf der wir von mysteriösen Fügungen gelenkt werden. 

### 2. Erkenntnis – Das verlängerte Jetzt
Dieser Aufbruch repräsentiert die Schöpfung eines neuen, vollständigeren Weltbildes, als es uns die 500 Jahre alte Schule der Präokkupation mit irdischem Überlebenskampf und materieller Bequemlichkeit zu liefern imstande war. Obwohl es sich bei der Beschäftigung mit den technologischen Aspekten unseres Menschseins um einen wichtigen Schritt in unserer Entwicklung handelte, wird das Erkennen der bedeutsamen Fügungen in unserem Leben unsere Wahrnehmung für den wirklichen Grund unserer Anwesenheit auf diesem Planeten öffnen und uns die wahre Natur des Universums enthüllen. 

### 3. Erkenntnis – Eine Frage der Energie
Zur Zeit erkennen wir, dass wir kein materiell stabiles Universum bewohnen, sondern in einem großen Feld sich permanent verändernder, dynamischer Energien leben. Alles um uns besteht aus Energiefeldern, die der Mensch intuitiv zu erfahren imstande ist. Wir verfügen darüber hinaus über die Eigenschaft, unsere Energie durch Konzentration in jede gewünschte Richtung zu projizieren, um auf diese Weise unsere Energiesysteme gegenseitig zu beeinflussen sowie die Anzahl von positiven "Zufällen" in unserem Leben zu erhöhen.

### 4. Erkenntnis – Der Kampf um Macht
Allzu oft schneiden Menschen sich von der großen Quelle dieser Energie ab und fühlen sich deshalb schwach und unsicher. Um Energie zu gewinnen, zwingen wir andere dazu, uns Aufmerksamkeit und somit Energie zukommen zu lassen. Gelingt es uns, andere auf diese Weise erfolgreich zu dominieren, fühlen wir uns stärker. Der Wettstreit um menschliche Energie ist die Ursache für alle zwischenmenschlichen Konflikte.

### 5. Erkenntnis – Die Botschaft der Mystiker
Unsicherheit und Gewalt enden, sobald wir eine innere Verbindung mit der spirituellen Energie verspüren, eine Verbindung, die von den Mystikern aller Schulen geschildert wurde. Einer der Maßstäbe für die Existenz dieser Verbindung ist ein Gefühl der Unbeschwertheit und der Tatenfreude sowie ein konstantes Gefühl der Liebe. Sind diese Zeichen gegeben, so ist die Verbindung mit der Energie echt; sind sie es nicht, handelt es sich dabei lediglich um eine angenommene Verbindung. 

### 6. Erkenntnis – Die Klärung der Vergangenheit
Je länger es uns gelingt, diese Verbindung aufrechtzuerhalten, desto deutlicher wird uns bewusst, wenn sie wieder unterbrochen wird, was gewöhnlich der Fall ist, wenn Stress in unser Leben tritt. Bei dieser Gelegenheit lässt sich deutlich erkennen, auf welche Weise wir Energie bei anderen stehlen. Haben wir einmal ein Bewusstsein über unser manipulatives Verhalten gewonnen, so festigt sich auch unsere Verbindung mit der spirituellen Energie, und wir sind in der Lage, unseren Pfad des inneren Wachstums und die uns auferlegte spirituelle Aufgabe zu erkennen, durch deren Annehmen wir zum Wohlergehen unserer Welt beitragen. 

### 7. Erkenntnis – Der Energiefluss tritt ein
Das Wissen um unsere persönliche Aufgabenstellung verstärkt den Strom der scheinbar merkwürdigen Fügungen. Zunächst haben wir eine Frage, dann Träume, bald darauf Tagträume und schließlich Eingebungen, die uns zu den Antworten leiten, Antworten, die typischerweise zur selben Zeit durch die Weisheit eines anderen Menschen an uns herangetragen und verstärkt werden. 

### 8. Erkenntnis – Die interpersonelle Ethik
Wir sind in der Lage, die Häufigkeit der Fügungen zu vermehren, indem wir jedem Menschen, der uns begegnet, freundlich entgegentreten. Es gilt darauf zu achten, dass die oben erwähnte innere Verbindung innerhalb von romantischen Beziehungen nicht verloren geht. Anderen Menschen freundlich zu begegnen, ist besonders in größeren Gruppen wirksam, da dort jedes Mitglied die Energie der anderen spüren kann. Bei Kindern ist eine freundliche Kontaktaufnahme besonders wichtig für ihr Sicherheitsgefühl. Indem wir uns bemühen, in jedem Gesicht das Schöne zu sehen, erheben wir uns selbst in die weiseste Form unseres Gegenübers und erhöhen so die Chance, eine für uns bestimmte Botschaft wahrzunehmen. 

### 9. Erkenntnis – Das Auftauchen einer Kultur
Während jeder von uns der Vollendung seiner spirituellen Aufgabe zustrebt, werden die technologischen Aspekte unseres Überlebens vollends automatisiert werden, damit wir uns gänzlich auf unser synchrones Wachstum konzentrieren können. Dieses Wachstum wird die Menschheit in immer höhere energetische Stadien befördern, bis unsere Körper schließlich eine reine Energieform annehmen und wir die jetzige Dimension unserer Existenz mit jener nach dem Leben verbinden und dadurch den Kreislauf von Tod und Geburt beenden.

## Erfolg und Fortsetzung
1995 und 1996 war Die Prophezeiungen von Celestine auf dem ersten Platz der weltweiten Bestsellerliste amerikanischer Bücher. Das Buch blieb drei Jahre auf der Bestsellerliste der New York Times.
Anknüpfend an den Erfolg führte James Redfield die Reihe mit dem Roman Die zehnte Prophezeiung von Celestine fort, welcher 1996 den zweiten Platz der New-York-Times-Bestsellerliste erreichte.
Es folgte 2001 Das Geheimnis von Shambhala: Das dritte Buch von Celestine.
Im März 2011 erschien als viertes Buch der Reihe Die zwölfte Prophezeiung von Celestine: Jenseits von 2012.

## Kritik
Redfield gab an, dass die Arbeit des Begründers der Transaktionsanalyse, Eric Berne, und sein Buch Spiele der Erwachsenen, einem Bestseller von 1964, einen signifikanten Einfluss auf seine Arbeit hatte. Insbesondere die Lebensspiele, auf die sich Berne in seinem Buch bezieht, werden als Werkzeug für die individuelle Aufgabe der energetischen Unabhängigkeit benutzt.

## Buchausgaben
- Die Prophezeiungen von Celestine: ein Abenteuer. Ullstein 2004, ISBN 978-3548741192
- Die zehnte Prophezeiung von Celestine: das zweite Buch von Celestine. Ullstein 2005, ISBN 978-3548741499
- Das Geheimnis von Shambhala: das dritte Buch von Celestine. Ullstein 2004,  ISBN 978-3548741185
- Die zwölfte Prophezeiung von Celestine. Ullstein 2012, ISBN 978-3548745787